# L'or de ningú
L'or de ningú (títol original en anglès: Catlow) és una pel·lícula estatunidenco-anglesa dirigida per Sam Wanamaker el 1971 adaptació de la novel·la del mateix nom de Louis L'Amour. Ha estat doblada al català.

## Argument
El Marshal Ben Cowan, que segueix el llit d'un riu, veu la seva atenció atreta per crits estranys. Però a penes ha tret i ha armat el seu fusell, quan uns trets el desconcerten. Trobant-se a terra, s'arrossega per posar-se a recer, tot buscant d'on han sortit els trets. Després d'alguns instants, es redreça per tal d'arribar a un indret una mica més alt, però a penes hi ha arribat, li cavaen una fletxa a la seva cuixa. Trobant-se escomès per tots els costats, veu sobre ell un indi. No tenint temps d'agafar la seva pistola, es salva per un tret que mata el salvatge. És Jed Catlow, que li anuncia que l'estrella que porta, no és més que un blanc. Però així que el marshal el veu, li anuncia que queda arrestat, i es desmaia. En despertar, Ben demana a Jed, de qui és amic des de la guerra de Secessió, per què és sempre ell qui dispara quan té problemes. Però per a tota resposta, Catlow el mata i li extreu la punta de la fletxa de la seva cuixa.

## Repartiment
- Yul Brynner: Géd Catlow
- Richard Crenna: Marshal Ben Cowan
- Leonard Nimoy: Miller
- Daliah Lavi: Rosita
- Jo Ann Pflug: Christina
- Jeff Corey: Merridew
- Michael Delano: Rio
- Cass Martin: Sanchez
- José Nieto: el General
- Angel Del Pozo: Vargas
- Robert Logan: Oley
- David Ladd: Caxton

## Al voltant de la pel·lícula
- Sam Wanamaker reemplaça Peter R. Hunt a la direcció.